# Embraer Legacy 600
Die Legacy 600 (Typ EMB-135BJ) ist ein Geschäftsreiseflugzeug des brasilianischen Herstellers Embraer. Erstkunde war die US-amerikanische Fluggesellschaft Swift Air.

## Varianten

### Legacy 600
Die Embraer Legacy 600 ist eine Variante der Embraer-ERJ-145-Familie. Der Jet hat eine erweiterte Tankkapazität und Winglets. Das Programm wurde auf der Farnborough Air Show 2000 gestartet. Als Derivat wird noch der Legacy Shuttle angeboten, der dieselbe Kabinenkonfiguration wie der ERJ 135 mit der Reichweite des Legacy verbindet. Bisher wurden 71 Flugzeuge verkauft.

### Legacy 650
Die Embraer Legacy 650 basiert auf der Legacy 600 mit den gleichen äußeren Abmessungen, verwendet aber eine modifizierte Version der Triebwerke Rolls-Royce AE 3007 A2 und hat eine höhere Reichweite von 7223 km. Die maximale Abflugmasse wurde auf 24.300 kg angehoben, weshalb Tragflächen und Fahrwerk strukturell verstärkt werden mussten. Das Cockpit ist mit dem Avionikpaket Primus Elite von Honeywell ausgerüstet, das auch als Nachrüstsatz für die Legacy 600 angeboten wird. In der Kabine finden 14 Passagiere Platz. Die Kabine hat eine getrennt regelbare Klimaanlage für drei verschiedene Bereiche, zusätzliche Dämmung und umfangreiche Kommunikationsausrüstung. Die Maschine hatte am 23. September 2009 am Flughafen Embraer Unidade Gavião Peixoto ihren Erstflug und wurde im Oktober 2009 auf der Geschäftsluftfahrtmesse NBAA-BACE in Orlando offiziell vorgestellt. Die Zulassung durch die brasilianische ANAC und die europäische EASA erfolgte am 20. Oktober 2010. Die Zulassung der FAA wurde Anfang März 2011 erteilt. Die erste Maschine wurde am 19. November 2010 an den britischen Geschäftsmann Alan Sugar ausgeliefert. Die Embraer Legacy steht in Konkurrenz zu Typen wie der Bombardier Challenger 850.

## Zwischenfälle
- Bei dem Gol-Transportes-Aéreos-Flug 1907 am 29. September 2006 stieß eine Legacy 600 mit einer Boeing 737-800EH zwischen Brasília und Manaus in der Luft zusammen. Alle 154 Insassen der Boeing starben beim Absturz. Die Legacy musste notlanden und die sieben Insassen kamen mit dem Schrecken davon. Ursache des Vorfalls war eine falsche Flughöhe und der versehentlich abgeschaltete Transponder der Legacy.
- Am 23. August 2023 stürzte eine auf dem Flug von Moskau nach Sankt Petersburg befindliche Embraer Legacy 600 der Gruppe Wagner (RA-02795) bei Kuschenkino in der Oblast Twer ab, alle 10 Insassen kamen ums Leben. An Bord der Maschine soll sich Jewgeni Prigoschin befunden haben (siehe auch Absturz einer Embraer Legacy 600 der Gruppe Wagner).

## Technische Daten

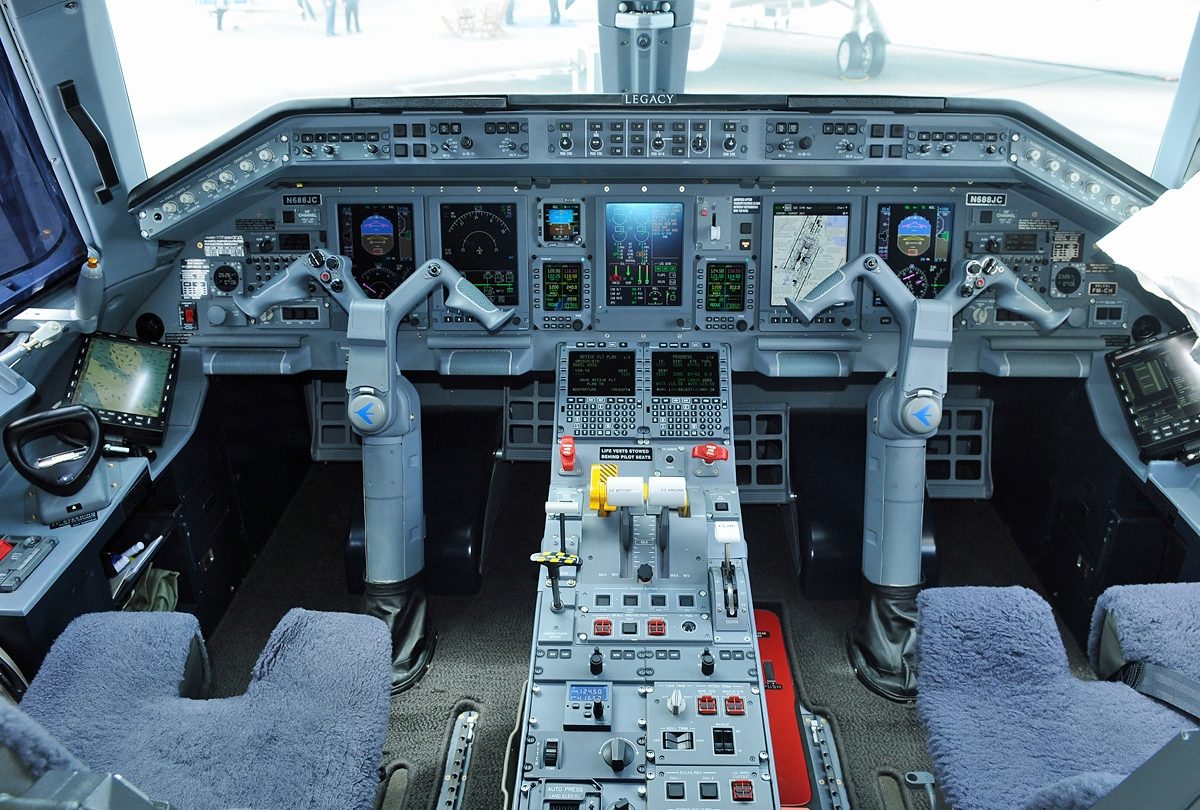
Cockpit

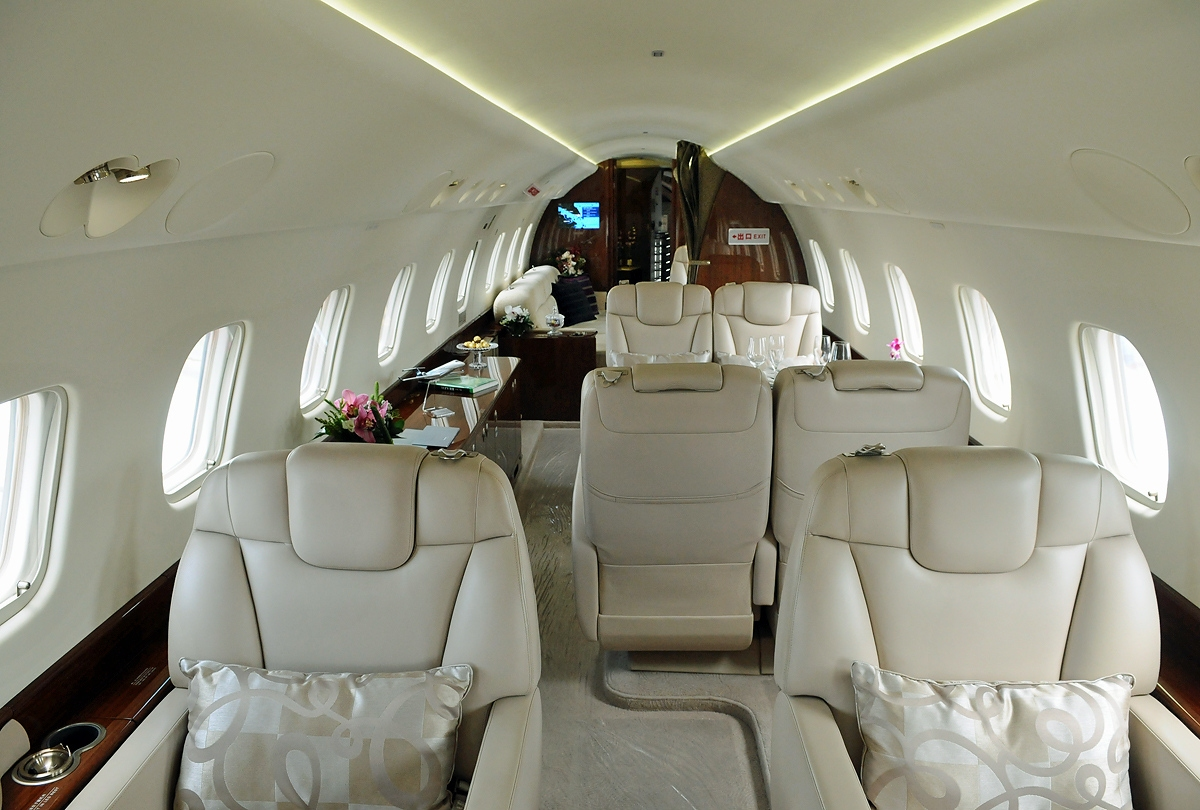
Kabine

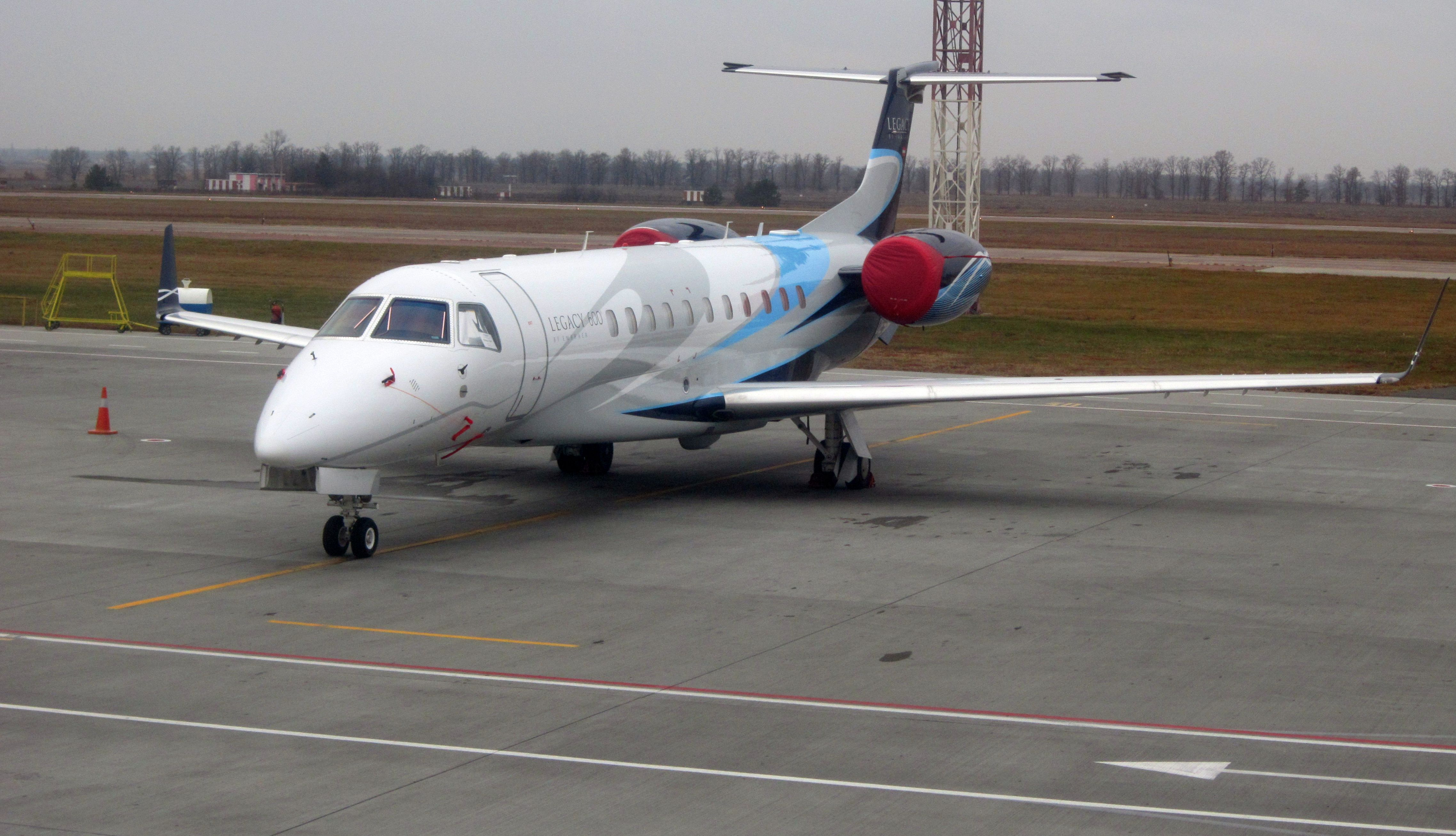
Embraer Legacy 600 auf dem Flughafen Kiew-Boryspil

| Kenngröße             | Legacy 600                                                   | Legacy 650                                                  |
| --------------------- | ------------------------------------------------------------ | ----------------------------------------------------------- |
| Besatzung             | 2                                                            | 2                                                           |
| Passagiere            | 14                                                           | 14                                                          |
| Länge                 | 26,33 m                                                      | 26,33 m                                                     |
| Spannweite            | 21,17 m                                                      | 21,17 m                                                     |
| Höhe                  | 6,64 m                                                       | 6,64 m                                                      |
| Flügelfläche          | 51,18 m²                                                     | 51,18 m²                                                    |
| Flügelstreckung       | 8,8                                                          | 8,8                                                         |
| Nutzlast              | 2.325 kg                                                     | 2.210 kg                                                    |
| Leermasse             | 13.675 kg                                                    | 14.190 kg                                                   |
| max. Startmasse       | 22.500 kg                                                    | 24.300 kg                                                   |
| Höchstgeschwindigkeit | 834 km/h                                                     | 833 km/h                                                    |
| Dienstgipfelhöhe      | 12.500 m                                                     | 12.497 m                                                    |
| Reichweite            | 6.297 km                                                     | 7.223 km                                                    |
| Triebwerke            | zwei Rolls-Royce AE 3007-A1E-Turbofans mit je 35,38 kN Schub | zwei Rolls-Royce AE 3007-A2-Turbofans mit je 40,12 kN Schub |